# Ben Garland
Benjamin N. Garland (* 6. April 1988 in Grand Junction, Colorado) ist ein ehemaliger US-amerikanischer American-Football-Spieler auf der Position des Guards, Centers und Defensive Tackles. Er spielte für die Denver Broncos, die Atlanta Falcons und die San Francisco 49ers in der National Football League (NFL).

## Frühe Jahre
Garland ging in seiner Geburtsstadt, Grand Junction, Colorado, auf die Highschool. Zwischen 2006 und 2009 ging er auf die United States Air Force Academy. In 39 Spielen für die Footballmannschaft der Air Force erzielte er als Defensive Tackle 115 Tackles, 11,5 Sacks und drei erzwungene Fumbles.

## NFL

### Denver Broncos
Nachdem Garland im NFL-Draft 2010 nicht berücksichtigt worden war, nahmen ihn die Denver Broncos unter Vertrag. Auf Grund seiner militärischen Laufbahn bei der United States Air Force, wo er zwischen 2010 und 2012 in der Scott Air Force Base stationiert war, wurde er am 4. September 2010 auf die Reserve Liste gesetzt. Nach einigen Aufenthalten im Practice Squad der Broncos, konnte Garland am 9. November 2014 sein NFL-Debüt im Spiel gegen die Oakland Raiders geben. Am 5. September 2015 wurde er von den Broncos entlassen.

### Atlanta Falcons
Am 9. September 2015 unterschrieb Garland einen Vertrag für den Practice Squad der Atlanta Falcons. Am 15. Dezember 2015 wurde er dem ersten 53-Mann-Kader hinzugefügt. Am 14. Januar 2017 im Playoffspiel gegen die Seattle Seahawks konnte Garland gegen den Quarterback Russell Wilson einen Safety erzielen. Er erreichte mit den Falcons den Super Bowl LI, welcher jedoch mit 28:34 gegen die New England Patriots verloren ging.

### San Francisco 49ers
Am 23. April 2019 unterschrieb Garland bei den San Francisco 49ers. In seiner ersten Saison erreichte er mit den 49ers den Super Bowl LIV, welcher jedoch mit 31:20 gegen die Kansas City Chiefs verloren ging.